# Sidusa mona
Sidusa mona är en spindelart som beskrevs av Bryant 1947. Sidusa mona ingår i släktet Sidusa och familjen hoppspindlar. Inga underarter finns listade i Catalogue of Life.